# Bologne
Bologne és un municipi francès al departament de l'Alt Marne (regió de Gran Est). L'any 2007 tenia 1.860 habitants.

## Demografia

### Població
El 2007 la població de fet de Bologne era de 1.860 persones. Hi havia 842 famílies de les quals 244 eren unipersonals (92 homes vivint sols i 152 dones vivint soles), 317 parelles sense fills, 237 parelles amb fills i 44 famílies monoparentals amb fills.
La població ha evolucionat segons el següent gràfic:

### Habitatges
El 2007 hi havia 918 habitatges, 843 eren l'habitatge principal de la família, 25 eren segones residències i 50 estaven desocupats. 695 eren cases i 223 eren apartaments. Dels 843 habitatges principals, 533 estaven ocupats pels seus propietaris, 297 estaven llogats i ocupats pels llogaters i 13 estaven cedits a títol gratuït; 5 tenien una cambra, 29 en tenien dues, 158 en tenien tres, 264 en tenien quatre i 387 en tenien cinc o més. 655 habitatges disposaven pel capbaix d'una plaça de pàrquing. A 380 habitatges hi havia un automòbil i a 316 n'hi havia dos o més.

### Piràmide de població
La piràmide de població per edats i sexe el 2009 era:
| Homes | Edats   | Dones |
| ----- | ------- | ----- |
| 0     | 95 o +  | 0     |
| 4     | 90 a 94 | 8     |
| 8     | 85 a 89 | 20    |
| 8     | 80 a 84 | 36    |
| 36    | 75 a 79 | 40    |
| 40    | 70 a 74 | 52    |
| 64    | 65 a 69 | 60    |
| 64    | 60 a 64 | 72    |
| 40    | 55 a 59 | 44    |
| 84    | 50 a 54 | 88    |
| 100   | 45 a 49 | 76    |
| 76    | 40 a 44 | 80    |
| 68    | 35 a 39 | 44    |
| 64    | 30 a 34 | 80    |
| 52    | 25 a 29 | 48    |
| 40    | 20 a 24 | 36    |
| 64    | 15 a 19 | 60    |
| 60    | 10 a 14 | 56    |
| 44    | 5 a 9   | 52    |
| 36    | 0 a 4   | 44    |

## Economia
El 2007 la població en edat de treballar era de 1.186 persones, 878 eren actives i 308 eren inactives. De les 878 persones actives 809 estaven ocupades (442 homes i 367 dones) i 68 estaven aturades (35 homes i 33 dones). De les 308 persones inactives 114 estaven jubilades, 96 estaven estudiant i 98 estaven classificades com a «altres inactius».

### Ingressos
El 2009 a Bologne hi havia 864 unitats fiscals que integraven 1.924,5 persones, la mediana anual d'ingressos fiscals per persona era de 17.621 €.

### Activitats econòmiques
Dels 70 establiments que hi havia el 2007, 3 eren d'empreses alimentàries, 4 d'empreses de fabricació d'altres productes industrials, 12 d'empreses de construcció, 13 d'empreses de comerç i reparació d'automòbils, 4 d'empreses de transport, 3 d'empreses d'hostatgeria i restauració, 1 d'una empresa financera, 8 d'empreses de serveis, 15 d'entitats de l'administració pública i 7 d'empreses classificades com a «altres activitats de serveis».
Dels 19 establiments de servei als particulars que hi havia el 2009, 1 era una gendarmeria, 1 oficina de correu, 2 oficines bancàries, 2 tallers de reparació d'automòbils i de material agrícola, 3 paletes, 1 guixaire pintor, 3 lampisteries, 2 electricistes, 3 perruqueries i 1 saló de bellesa.
Dels 6 establiments comercials que hi havia el 2009, 1 era una gran superfície de material de bricolatge, 3 fleques, 1 una fleca i 1 una peixateria.
L'any 2000 a Bologne hi havia 12 explotacions agrícoles que ocupaven un total de 1.360 hectàrees.

## Equipaments sanitaris i escolars
L'únic equipament sanitari que hi havia el 2009 era una farmàcia.
El 2009 hi havia 1 escola maternal i 1 escola elemental.

## Poblacions properes
El següent diagrama mostra les poblacions més properes.